# 竜ヶ崎駅
竜ヶ崎駅（りゅうがさきえき）は、茨城県龍ケ崎市字米町にある関東鉄道竜ヶ崎線の駅。同線の終点である。
所在地は龍ケ崎市であるが、駅名は「竜ヶ崎」の字体を用いる。

## 歴史
竜崎鉄道開通当時からの駅である。

### 年表
- 1900年（明治33年）8月14日：龍ケ崎駅開業[3]。
- 1944年（昭和19年）5月13日：龍崎鉄道が鹿島参宮鉄道に合併され、同社竜ヶ崎線の駅となる[3]。
- 1954年（昭和29年）：竜ヶ崎駅に表記を変更。
正式な駅名改称の手続きがあったかは不明である。ただし、この年の3月15日に国語審議会から報告された「当用漢字表補正試案」で、「将来当用漢字に追加すべきものとされた字」として、「龍」の代わりを「竜」としたため、日本国有鉄道（国鉄）においては一斉に駅名改称を実施した。
- 1965年（昭和40年）6月1日：鹿島参宮鉄道と常総筑波鉄道が合併して関東鉄道が発足し、同社竜ヶ崎線の駅となる[3]。
- 1971年（昭和46年）4月1日：貨物取扱廃止[3]。
- 1974年（昭和49年）5月16日：駅舎改築[3]。
- 2009年（平成21年）3月14日：ICカードPASMO供用開始[4][3]。

## 駅構造
単式ホーム1面1線を有する地上駅。
かつては長大な島式でやはり長いホーム上屋根を備えた頭端式ホームが1面2線、それに木造二階建ての洋館風駅舎を有し、駅舎側に2線の機関庫を備えた機関区、そしてホームを挟んで駅舎と反対側に何本もの貨物用側線や1線の機関庫、それに転車台が設けられていた。
1971年の貨物営業廃止後に不要となった側線等が撤去され、その後1974年の駅舎建て替えの際に線路配置が大幅変更されてホームが短縮、さらに旧機関区側1線がコンクリートで埋められてホームは1線のみとされ、大幅に構内が縮小された。現在旧ホームの空き地は駐車場の一部となっている。
備考
- 構内には車両基地が設置されている[3]。基地とホームの所在は龍ケ崎市馴馬町（旧馴柴村）である。
- 直営駅で駅舎はコンクリート造りである。改札外に待合室がある。ICカード利用可能駅ながら基本的に列車別改札である。
- 自動券売機設置。
- 2009年（平成21年）3月14日ICカードPASMOの供用開始により、ICカード簡易改札機が設置された。
- 2019年（令和元年）9月、元売店、うどん店があった場所に、龍ケ崎市コミュニティバス利用客用の待合室「りゅう舎」が設置された（上記、鉄道利用客向け待合室とは別）[6]。
- 自動案内放送は導入されていない｡発車時には駅員によって発車メロディが使用される｡

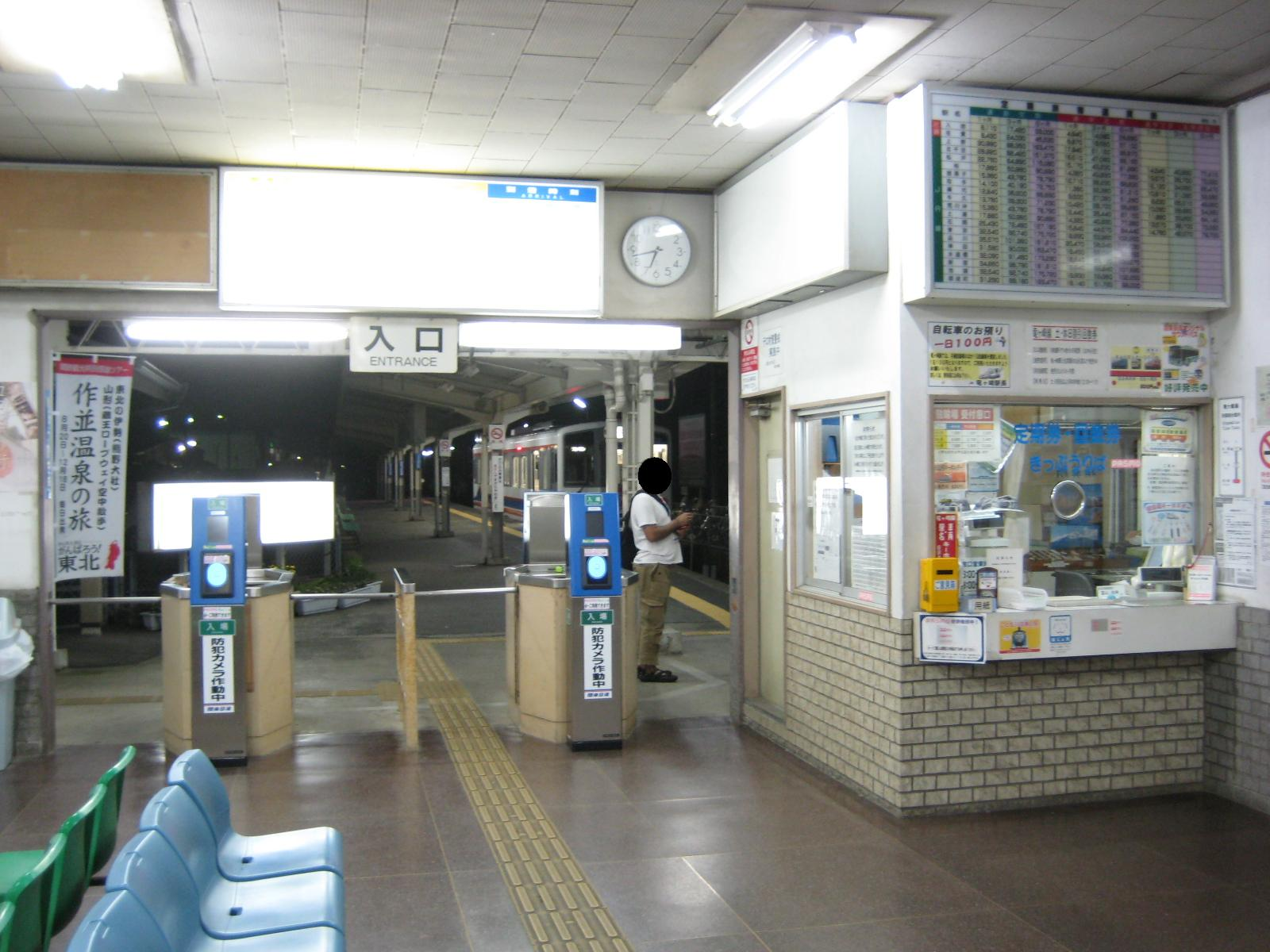
改札口（2011年9月）
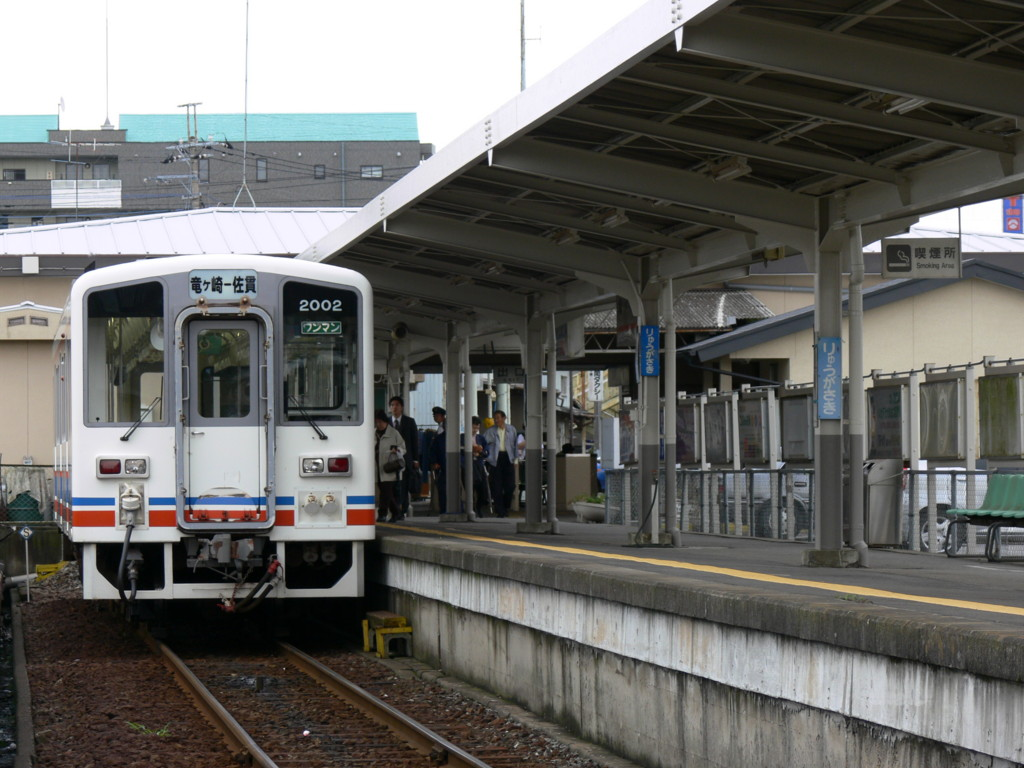
ホーム。奥が改札口となる（2006年7月）
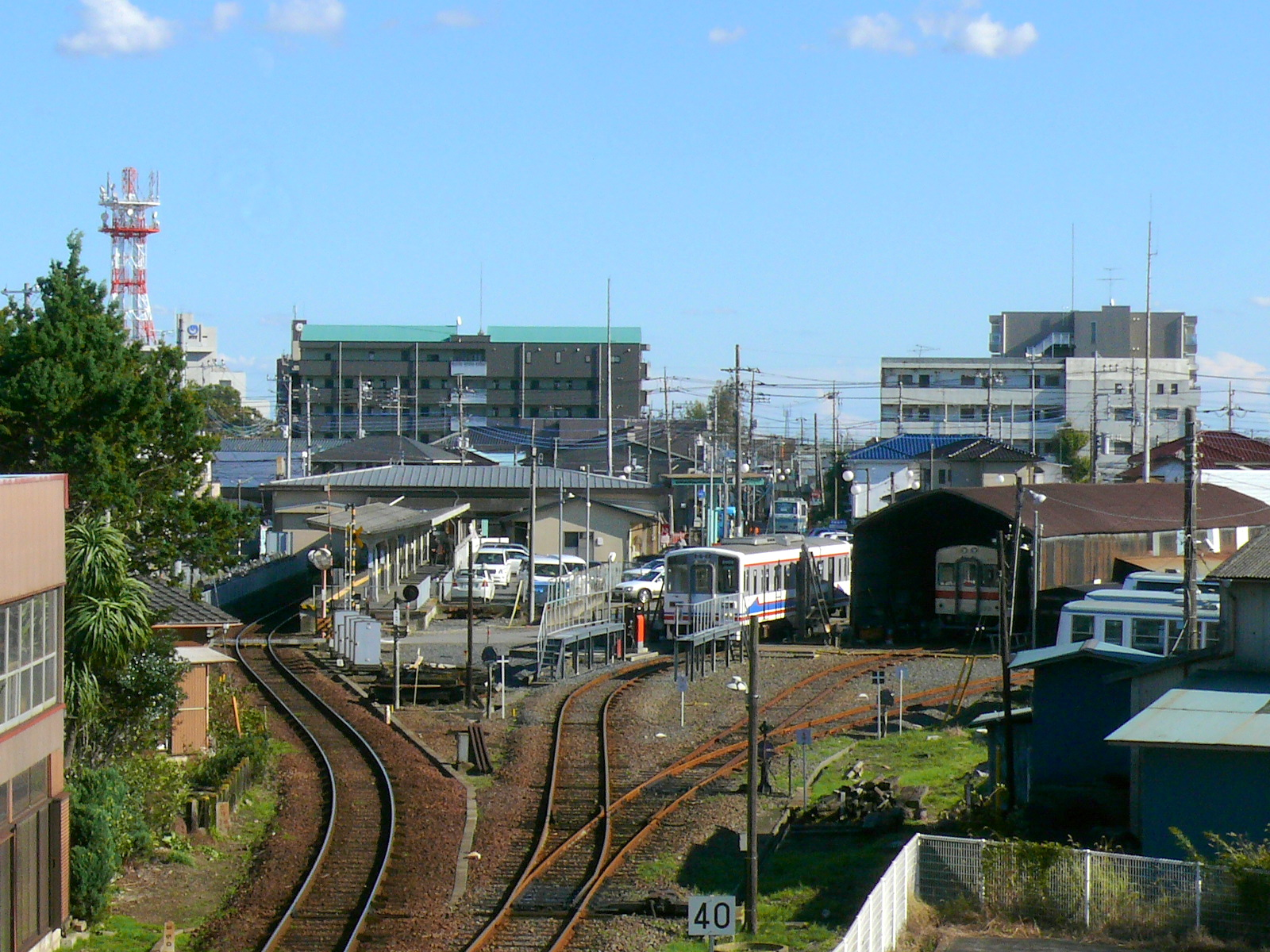
駅構内。右側は車両基地（2009年10月）

## 利用状況
1日平均乗車人員は以下の通り。本路線の乗客の大半は当駅を利用するため路線全体の利用客数に近い。大学・高校の最寄り駅となっている割には通学利用が少ないが、これはJRの龍ケ崎市駅（佐貫駅）発着の大学直行特定バスが運行されていることや自転車通学が多いことに起因する。
| 年度   | 1日平均 乗車人員 |
| ------ | ---------------- |
| 2007年 | 1,363            |
| 2008年 | 1,322            |
| 2009年 | 1,254            |
| 2010年 | 1,190            |
| 2011年 | 1,146            |
| 2012年 | 1,167            |
| 2013年 | 1,155            |
| 2014年 | 1,148            |
| 2015年 | 1,201            |
| 2016年 | 1,243            |
| 2017年 | 1,132            |
| 2018年 | 1,131            |
| 2019年 | 1,078            |

## 駅周辺
国道6号から竜ヶ崎線線路沿いに当駅の近くまで茨城県道5号竜ヶ崎潮来線が並行している。駅前にバスターミナルがある。また、車両倉庫から竜ヶ崎駅前交差点(茨城県道121号河内竜ケ崎線交点)までの駅前広場のようになっているところ（約60メートル程度）は、茨城県道337号竜ケ崎停車場線である。駅勢圏はやや広く、北東・東から南にかけて広がる。
- 東京電力 竜ヶ崎支社
- 関東鉄道竜ヶ崎営業所
- 常陽銀行 竜崎支店
- 筑波銀行竜ヶ崎支店
- 龍ケ崎郵便局
- 龍ケ崎米町郵便局
- 流通経済大学
- 竜ケ崎警察署
- 茨城県立竜ヶ崎第一高等学校・附属中学校
- 茨城県立竜ヶ崎第二高等学校
- 龍ケ崎市役所
- 稲敷地方広域市町村圏事務組合龍ケ崎消防署
- 龍ケ崎市立中央図書館
- タイヨー 竜ヶ崎店

## バス路線
取手市・稲敷市江戸崎地区方面への路線バスや、龍ケ崎市・河内町のコミュニティバスなどが発着する。
なお龍ケ崎市では関東鉄道との連携により、龍ケ崎市内限定で路線バスの昼間割引を実施している。始発地の発車時刻が午前8時から午後5時までの便においては、龍ケ崎市内での利用に限って運賃の上限が200円となる。
なお、2020年3月14日にJRの佐貫駅が龍ケ崎市駅に改称されたため、区別するために方向幕では「関鉄竜ヶ崎駅」と表示される。

### 路線バス
関東鉄道（竜ヶ崎営業所・江戸崎車庫）
- 戸張・江戸崎 行（竜ヶ崎駅発は朝一本のみ）当路線は龍ケ崎市駅発着。竜ヶ崎駅不経由。
- 竜ヶ崎自動車教習所・川原代病院・龍ケ崎市駅（東口） 行
- 竜ヶ崎自動車教習所・川原代病院・龍ケ崎市駅東口前・藤代庁舎・光風台団地・取手駅（東口） 行

※かつては当駅に茨城観光自動車（茨観）・JRバス関東も乗り入れていた。

### コミュニティバス
龍ケ崎市コミュニティバス
●00 循環ルート（内回り、外回り）関東鉄道竜ヶ崎営業所担当（ICカード使用可能）
- 01 南ヶ丘・長沖線　平成観光自動車、佐貫タクシー担当（ICカード使用不可）
- 02 長山線・松葉線
- 03 長戸・白羽線（1便目のみ）
- 04 大宮線
- 05 八原線（1便目のみ）
- 06 佐貫・川原代線
- シャトルバス

河内町コミュニティバス
- 河内役場前・突合せ・十三間戸 行

## 隣の駅
関東鉄道
■竜ヶ崎線
入地駅 - 竜ヶ崎駅